# Pharaphodius hastulifer
Pharaphodius hastulifer är en skalbaggsart som beskrevs av Rudolph Petrovitz 1958. Pharaphodius hastulifer ingår i släktet Pharaphodius och familjen Aphodiidae. Inga underarter finns listade i Catalogue of Life.